# Basaburúa Mayor

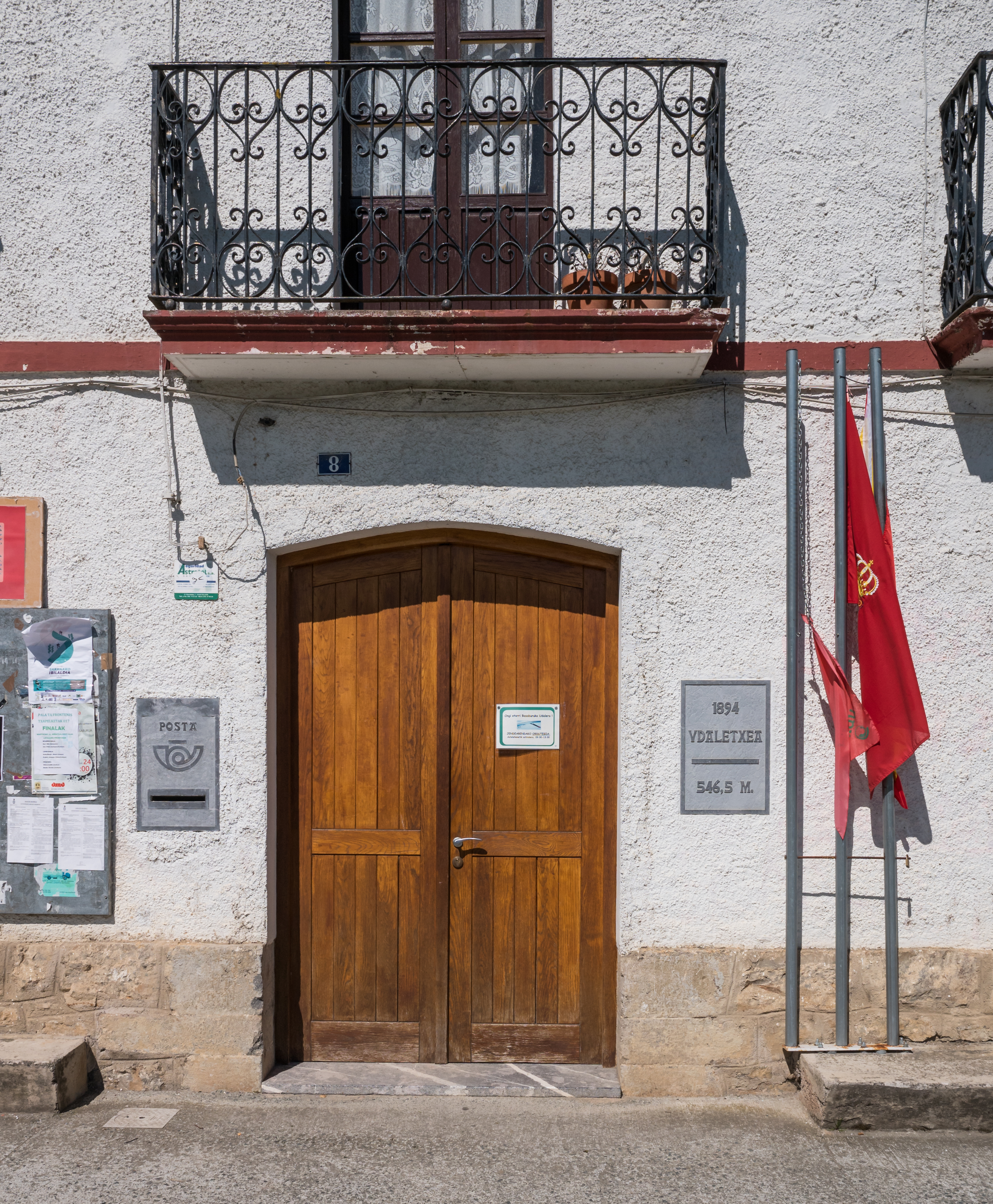
Ayuntamiento de Basaburúa

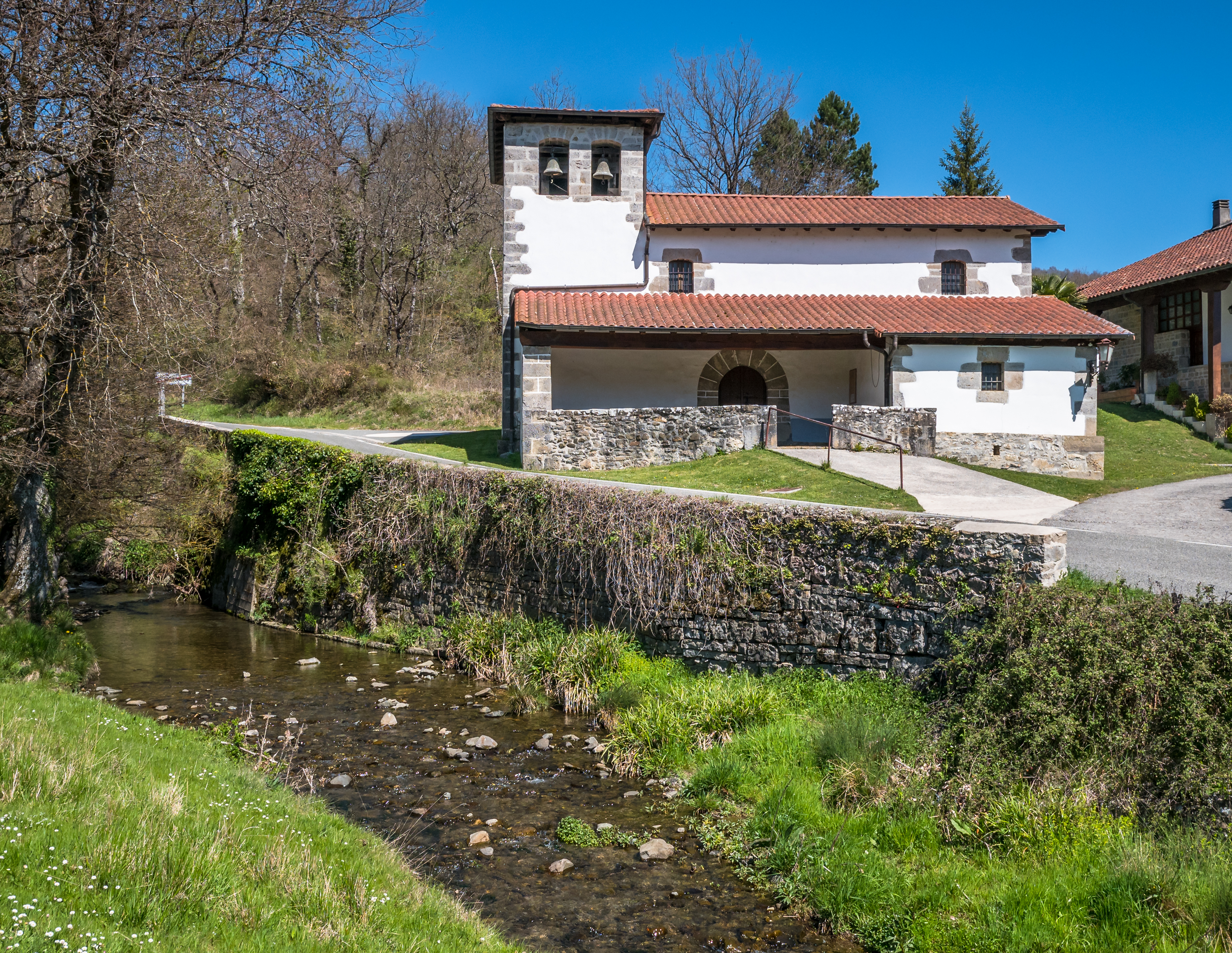
Iglesia de Jauntsarats

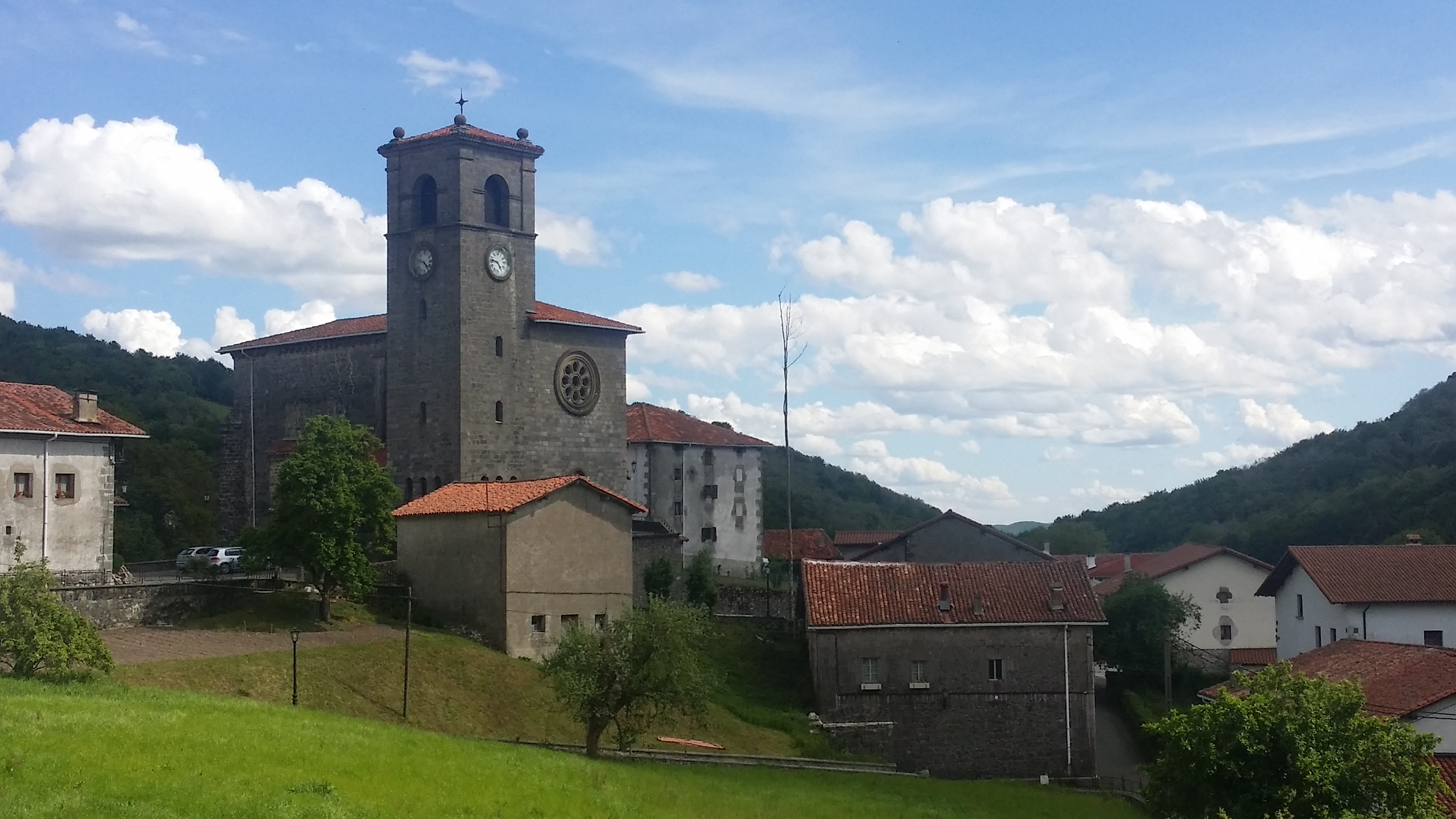
Panorámica de Beruete

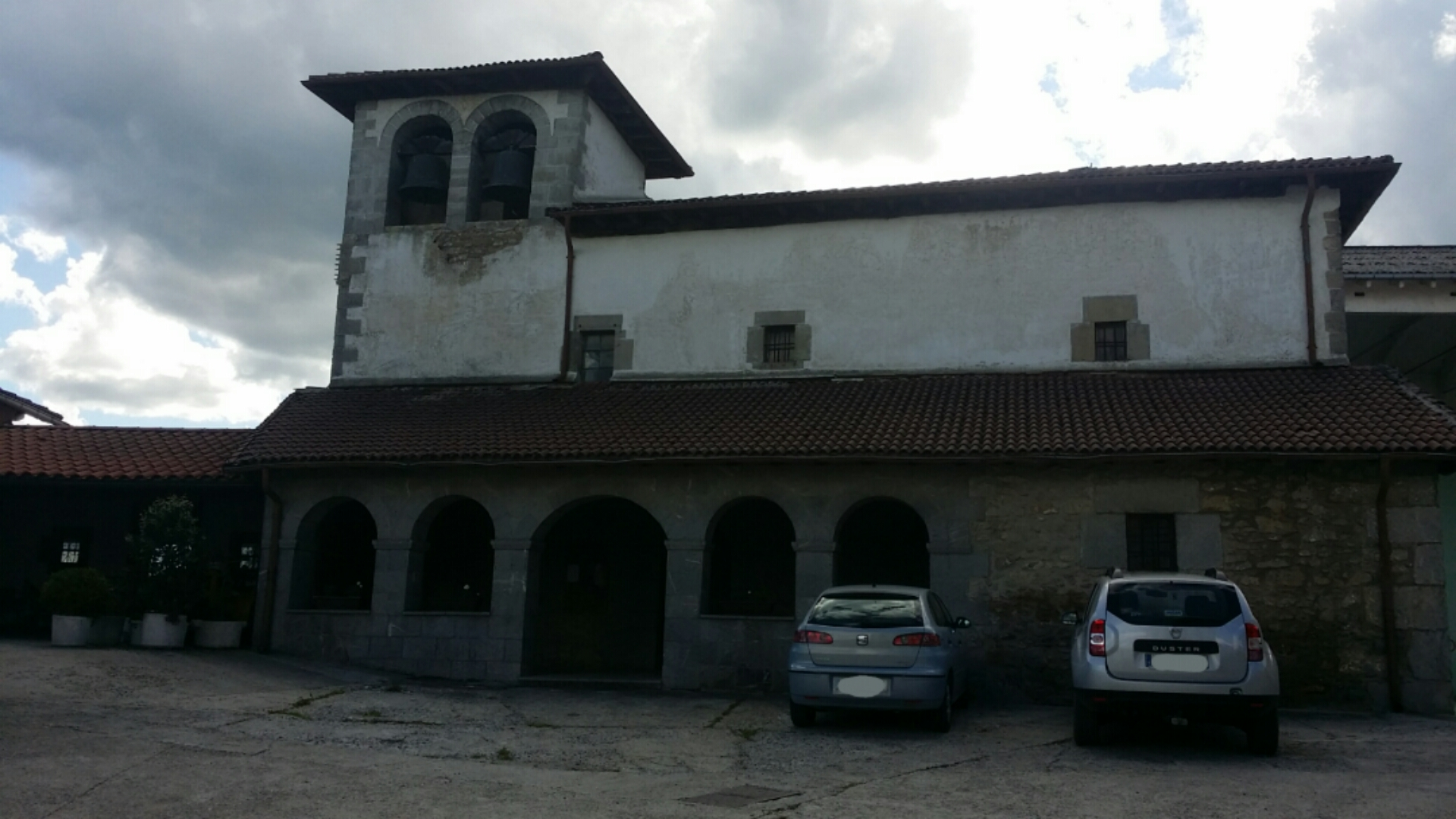
Iglesia de Igoa

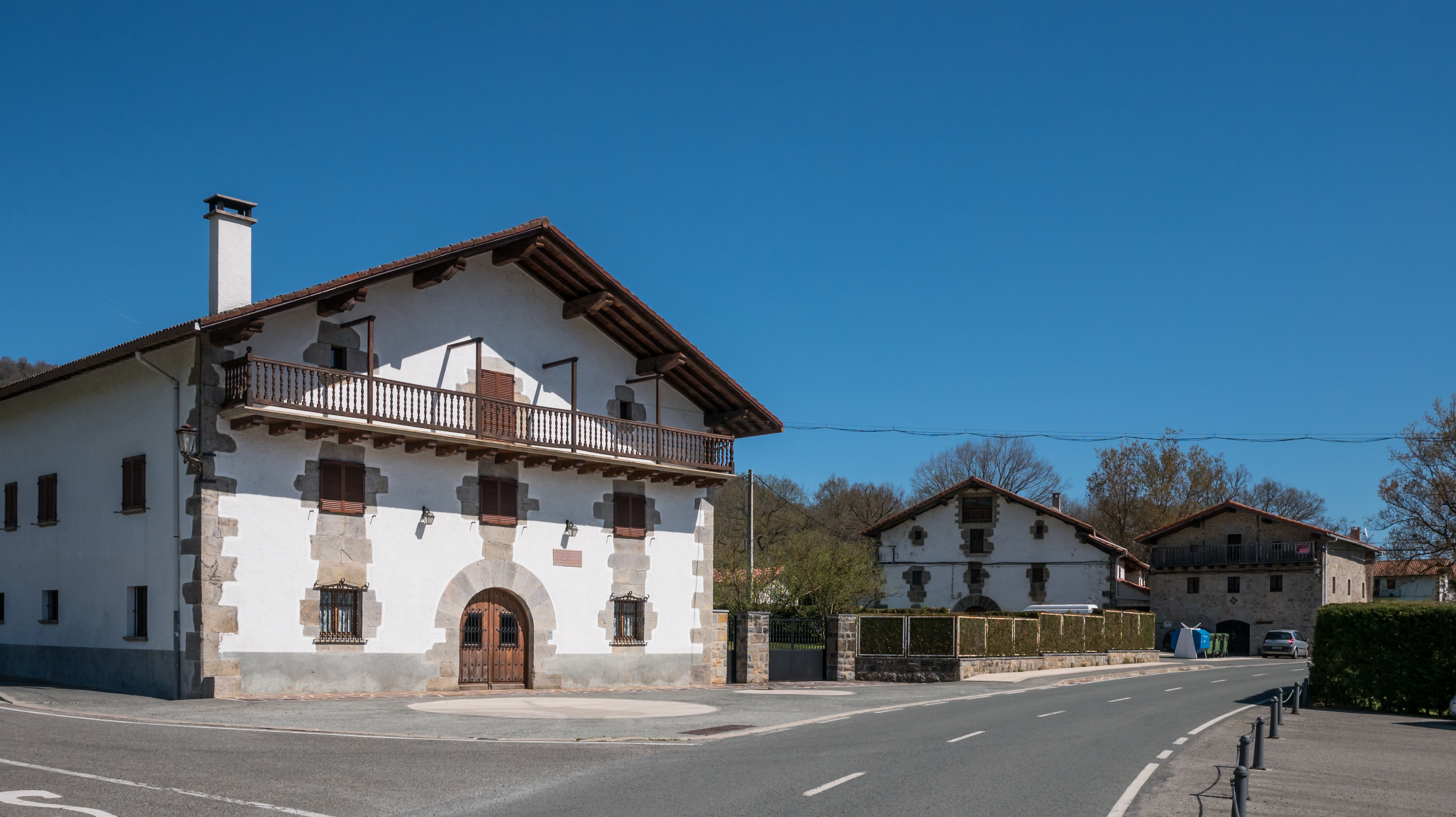
Vista de Jauntsarats, la capital del municipio

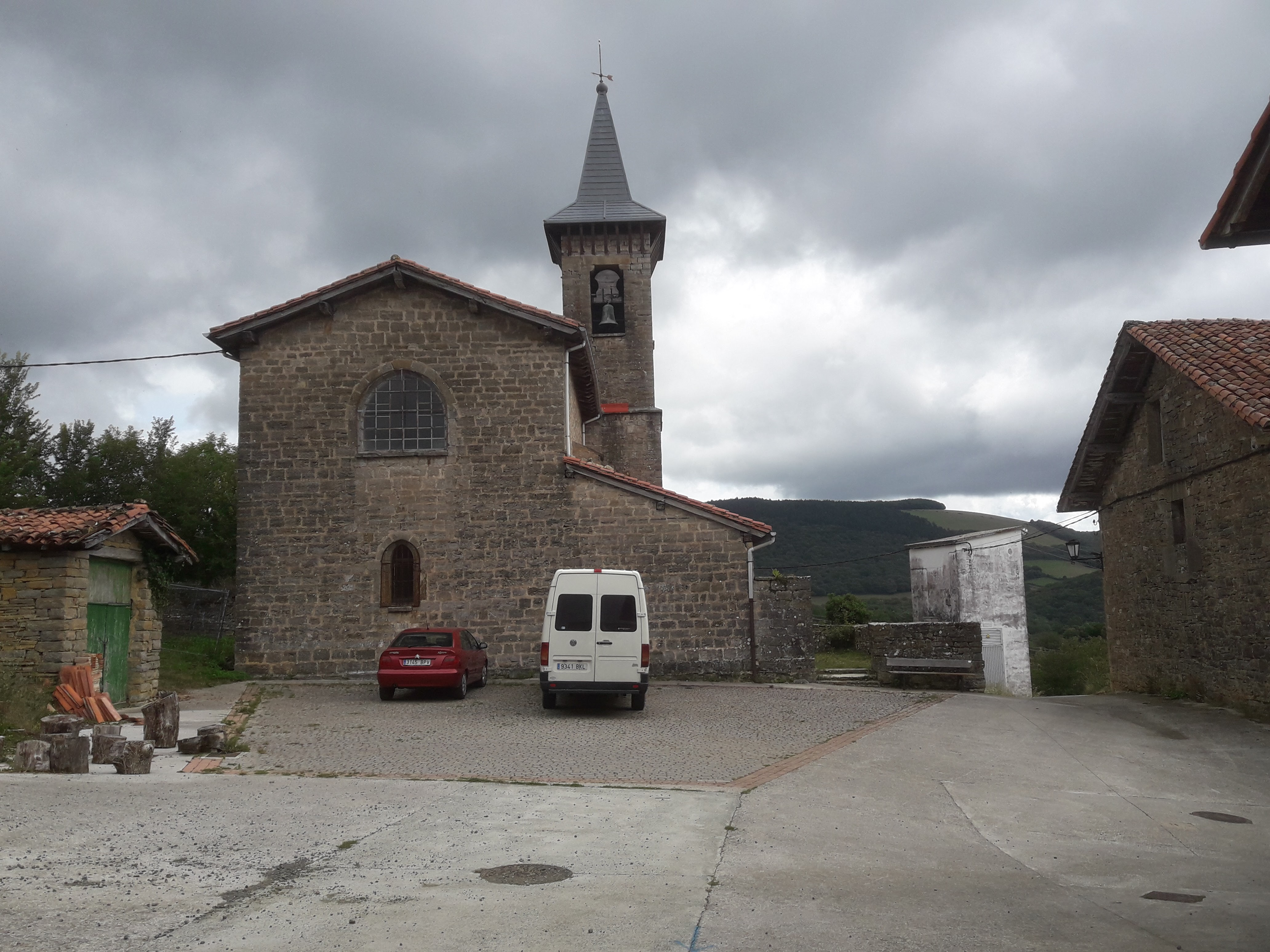
Iglesia de Beramendi

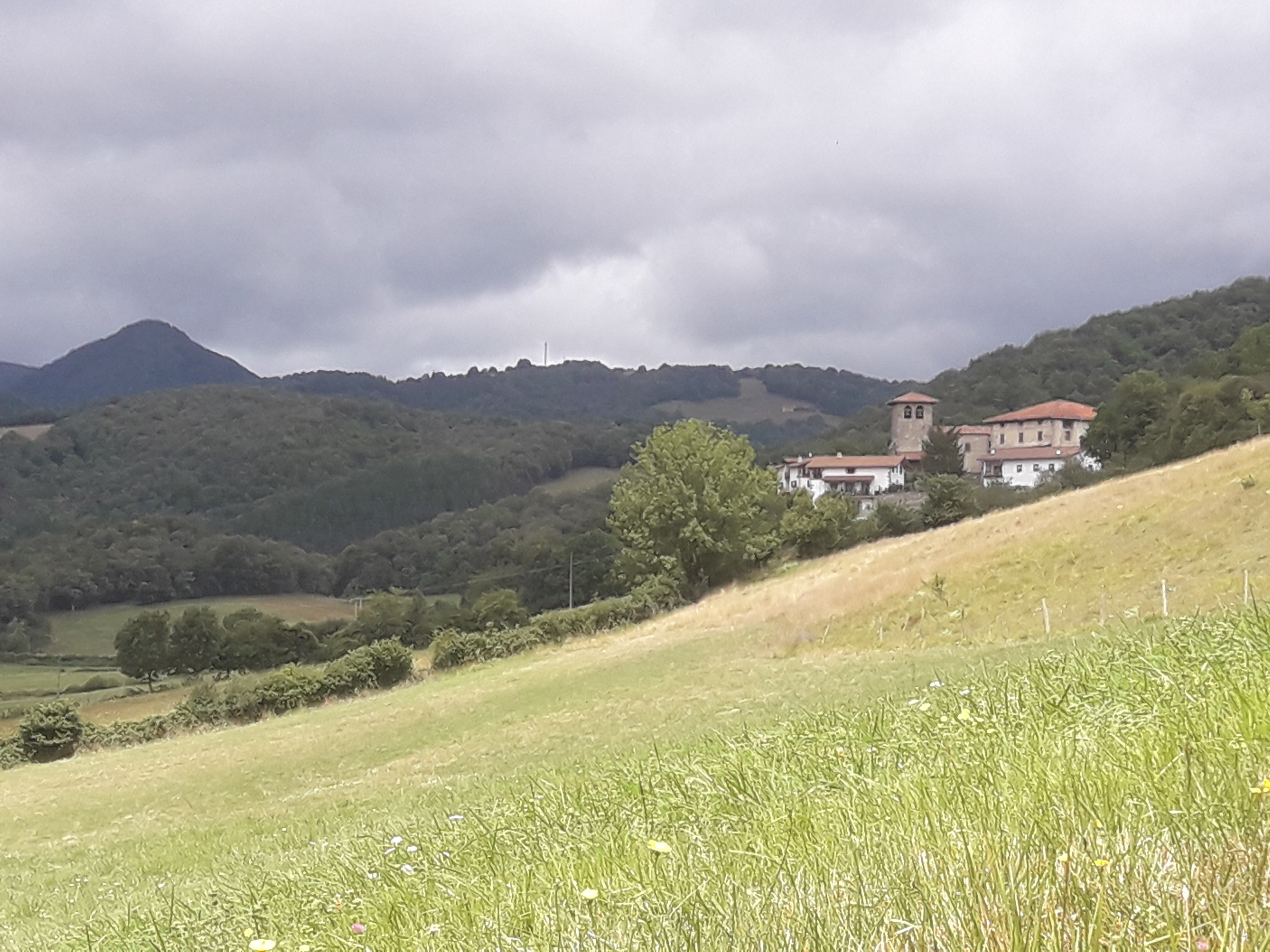
Panorámica de Ihaben

Basaburúa o Basaburúa Mayor —más comúnmente Valle de Basaburúa— (en euskera y oficialmente Basaburua) es un municipio español de la Comunidad Foral de Navarra, situado en la merindad de Pamplona, en la comarca de Ultzamaldea y a 34 km de la capital de la comunidad, Pamplona. Su población en 2024 era de 833 habitantes (INE).
El municipio está compuesto por 9 concejos: Arrarás, Beruete, Garzarón, Igoa, Yaben, Ichaso, Jaunsarás (capital), Oroquieta-Erviti y Udabe-Beramendi; y 6 lugares habitados: Aizároz, Beramendi, Udabe, Erviti, Ola y Oroquieta.

## Toponimia
Basaburua es un topónimo proveniente de la lengua vasca que significa la parte alta del bosque; de baso ('bosque'), buru (que significa 'cabeza' o 'cabo', pero que puede traducirse también como 'parte alta') y el sufijo -a, que es artículo.
Históricamente ha habido dos valles en Navarra con esta denominación, este que era denominado Basaburúa Mayor (o simplemente Basaburúa) y que se correspondía con parte de la zona boscosa y más alta inmediatamente al norte de Pamplona; y otro valle llamado Basaburúa Menor, situado al otro lado de la divisoria de aguas, en la vertiente atlántica de Navarra, visto desde Pamplona, justo detrás del Basaburúa Mayor.
En el siglo XIX Basaburúa Menor se disgregó en varios municipios, pero Basaburúa Mayor siguió, manteniéndose unido formando un único municipio.
En la década de 1990 Basaburúa Mayor adaptó su denominación oficial a la grafía normalizada de la lengua vasca y pasó a denominarse Basaburua (sin tilde) y también omitió el término Mayor, que había ido cayendo en desuso desde la desaparición de la entidad vecina.

## Símbolos

### Escudo
El escudo de armas del valle de Basaburúa Mayor tiene el siguiente blasón:

Trae de oro, dos hayas de sínople y entre ellas un lobo de sable andante. En jefe una cabeza humana.

## Geografía
El valle de Basaburúa Mayor está situado en el norte de la Comunidad Foral de Navarra dentro de la Montaña de Navarra estando su capital, Jaunsarás a una altitu de 545 m s. n. m. Su término municipal tiene una superficie de 83,08 km² y limita al norte con los municipios de Ezcurra, Erasun, Saldías y Beinza-Labayen, al este con el de Ulzama, al sur con el de Imoz y al oeste con los de Larráun y Leiza.
La zona norte del municipio es la más montañosa. Está situada en la divisoria entre la vertiente cantábrica y la mediterránea. Sus principales cumbres son: Ireber (1.202 m s. n. m.), Ernaitzu (1.197 m s. n. m.), Leaontze (1.190 m s. n. m.), Zuparrobi (1.164 m s. n. m.), y varias otras que escasamente sobrepasan los 1.000 m s. n. m.
La parte Sur del municipio es más llana. Por esta parte discurre el río Basaburua, el cual sirve de colector y desagüe a la mayor parte del valle ya que sólo una pequeña porción del Noroeste es avenada hacia el Cantábrico.

## Demografía
Basaburúa Mayor cuenta con una población de 833 habitantes (INE 2024).
| Gráfica de evolución demográfica de Basaburúa Mayor entre 1857 y 2021 |
| |
| Población de derecho según los censos de población del INE Población de hecho según los censos de población del INEEn estos censos se denominaba Basaburúa Mayor: 1842, 1857, 1860, 1877, 1887, 1897, 1900, 1910, 1920, 1930, 1940, 1950, 1960, 1970, 1981 y 1991 Entre el censo de 1857 y el anterior, crece el término del municipio porque incorpora a 315050 (Ichaso) |

#### Distribución de la población
El municipio se divide en las siguientes entidades de población, según el nomenclátor de población publicado por el INE (Instituto Nacional de Estadística). Los datos de población se refieren a 2014
| Entidad de Población | Población (2014) |
| -------------------- | ---------------- |
| Aizarotz             | 185              |
| Arrarats             | 56               |
| Beruete              | 149              |
| Gartzaron            | 76               |
| Itsaso               | 60               |
| Igoa                 | 81               |
| Jauntsarats          | 48               |
| Ihaben               | 53               |
| Beramendi            | 24               |
| Udabe                | 52               |
| Erbiti               | 36               |
| Ola                  | 16               |
| Orokieta             | 35               |

## Economía
Su economía se basa en los cultivos de secano (cereales, patatas y alubias) y en el ganado vacuno y lanar.

## Administración y política

### Gobierno municipal
| Partido político                                            | 2015  | 2015       | 2011  | 2011       | 2007  | 2007       | 2003  | 2003       | 1999  | 1999       | 1995  | 1995       |
| Partido político                                            | %     | Concejales | %     | Concejales | %     | Concejales | %     | Concejales | %     | Concejales | %     | Concejales |
| Euskal Herria Bildu (EH Bildu)-Bildu                        | 78,78 | 7          | 85,99 | 7          | —     | —          | —     | —          | —     | —          | —     | —          |
| Eusko Abertzale Ekintza-Acción Nacionalista Vasca (EAE-ANV) | —     | —          | —     | —          | 75,09 | 7          | —     | —          | —     | —          | —     | —          |
| Basaburuko Taldea (BT)                                      | —     | —          | —     | —          | —     | —          | 86,67 | 7          | 40,04 | 3          | 40,33 | 3          |
| Euskal Herritarrok (EH)                                     | —     | —          | —     | —          | —     | —          | —     | —          | 44,59 | 3          | —     | —          |
| Eusko Alkartasuna (EA)                                      | —     | —          | —     | —          | —     | —          | —     | —          | 14,05 | 1          | 23,22 | 1          |
| Herri Batasuna (HB)                                         | —     | —          | —     | —          | —     | —          | —     | —          | —     | —          | 36,25 | 3          |

### Elecciones generales
| Elecciones al Congreso de 2016 en Basaburua | Elecciones al Congreso de 2016 en Basaburua | Elecciones al Congreso de 2016 en Basaburua | Elecciones al Congreso de 2016 en Basaburua | Elecciones al Congreso de 2016 en Basaburua |
| Logo                                        | Partido político                            | Votos                                       | Porcentaje                                  |                                             |
| ------------------------------------------- | ------------------------------------------- | ------------------------------------------- | ------------------------------------------- | ------------------------------------------- |
|                                             | EH Bildu (EH Bildu)                         | 196                                         | 42,15%                                      |                                             |
|                                             | Podemos (Podemos)                           | 138                                         | 29,68%                                      |                                             |
|                                             | Unión del Pueblo Navarro (UPN)              | 80                                          | 17,20%                                      |                                             |
|                                             | Geroa Bai (GBai)                            | 22                                          | 4,73%                                       |                                             |
|                                             | Partido Socialista Obrero Español (PSOE)    | 14                                          | 3,01%                                       |                                             |
|                                             | Ciudadanos-Partido de la Ciudadanía (Cs)    | 12                                          | 2,58%                                       |                                             |
|                                             | Recortes Cero-Grupo Verde (RC-GV)           | 1                                           | 0,22%                                       |                                             |